# Rhinocypha biforata
Rhinocypha biforata е вид водно конче от семейство Chlorocyphidae. Видът не е застрашен от изчезване.

## Разпространение
Разпространен е във Виетнам, Индия, Китай (Хайнан), Лаос, Малайзия (Западна Малайзия), Мианмар, Непал и Тайланд.